# Mikiya Eto
Mikiya Eto (衛藤 幹弥 Eto Mikiya?, Kumamoto, 29 de septiembre de 1999) es un futbolista japonés que juega como defensa en el Kagoshima United de la J3 League.

## Trayectoria
En 2018 se unió al Roasso Kumamoto.

## Clubes
| Club             | País  | Año       |
| ---------------- | ----- | --------- |
| Roasso Kumamoto  | Japón | 2018-2020 |
| Kagoshima United | Japón | 2021-     |

## Estadística de carrera

### J. League
| Club            | Año   | J. League | J. League | Copa J. League | Copa J. League | Total | Total |
| Club            | Año   | Part.     | Goles     | Part.          | Goles          | Part. | Goles |
| --------------- | ----- | --------- | --------- | -------------- | -------------- | ----- | ----- |
| Roasso Kumamoto | 2018  | 0         | 0         | -              | -              | 0     | 0     |
| Roasso Kumamoto | 2019  | 2         | 0         | -              | -              | 2     | 0     |
| Total           | Total | 2         | 0         | 0              | 0              | 2     | 0     |